# Алва (Флорида)
Алва (англ. Alva) — статистически обособленная местность, расположенная в округе Ли (штат Флорида, США) с населением в 2182 человека по статистическим данным переписи 2000 года.

## География
По данным Бюро переписи населения США, статистически обособленная местность Алва имеет общую площадь в 48,69 квадратных километров, из которых 46,62 кв. километров занимает земля и 2,07 кв. километров — вода. Площадь водных ресурсов округа составляет 4,25 % от всей его площади.
Статистически обособленная местность Алва расположена на высоте 5 м над уровнем моря.

## Демография
По данным переписи населения 2000 года, в Алвe проживало 2182 человека, 673 семьи, насчитывалось 912 домашних хозяйств и 1017 жилых домов. Средняя плотность населения составляла около 44,81 человека на один квадратный километр. Расовый состав населённого пункта распределился следующим образом: 96,33 % белых, 0,18 % — чёрных или афроамериканцев, 0,32 % — коренных американцев, 0,18 % — азиатов, 0,14 % — выходцев с тихоокеанских островов, 1,60 % — представителей смешанных рас, 1,24 % — других народностей. Испаноговорящие составили 2,89 % от всех жителей статистически обособленной местности.
Из 912 домашних хозяйств в 22,7 % воспитывали детей в возрасте до 18 лет, 64,9 % представляли собой совместно проживающие супружеские пары, в 5,9 % семей женщины проживали без мужей, 26,2 % не имели семей. 21,5 % от общего числа семей на момент переписи жили самостоятельно, при этом 12,4 % составили одинокие пожилые люди в возрасте 65 лет и старше. Средний размер домашнего хозяйства составил 2,39 человек, а средний размер семьи — 2,73 человек.
Население статистически обособленной местности по возрастному диапазону по данным переписи 2000 года распределилось следующим образом: 18,9 % — жители младше 18 лет, 4,1 % — между 18 и 24 годами, 22,1 % — от 25 до 44 лет, 31,7 % — от 45 до 64 лет и 23,2 % — в возрасте 65 лет и старше. Средний возраст жителей составил 48 лет. На каждые 100 женщин в Алвe приходилось 96,9 мужчин, при этом на каждые сто женщин 18 лет и старше приходилось 96,1 мужчин также старше 18 лет.
Средний доход на одно домашнее хозяйство статистически обособленной местности составил 41 938 долларов США, а средний доход на одну семью — 48 073 доллара. При этом мужчины имели средний доход в 35 300 долларов США в год против 25 656 долларов среднегодового дохода у женщин. Доход на душу населения статистически обособленной местности составил 41 938 долларов в год. 5,9 % от всего числа семей в населённом пункте и 7,8 % от всей численности населения находилось на момент переписи населения за чертой бедности, при этом 15,4 % из них были моложе 18 лет и 2,7 % — в возрасте 65 лет и старше.